# Życie nowe
Życie nowe (wł. Vita nuova, oryg. Vita nova) – tom wierszy Dantego Alighierego skompletowany około 1293 roku, poświęcony postaci Beatrycze Portinari, ukochanej poety. 

## Historia
Jest to pierwsze dzieło Dantego, napisane prawdopodobnie w latach 1292–1293, zawiera także wcześniejsze wiersze młodzieńcze. Możliwe, że pierwowzorem Beatrycze była córka Folca Portinari, mieszkanka Florencji, żona Simona dei Bardi, która zmarła w 1290 roku.

## Treść
Utwór ma charakter autobiograficzny, opowiada o miłości Dantego do Beatrycze, z którą wiążą go przypadkowe spotkania i pozdrowienia; po raz pierwszy spotkali się, gdy Dante miał 9 lat, następnie w wieku lat 18 Beatrycze pozdrowiła Dantego; poeta utracił ukochaną i opłakiwał ją, ostatecznie objawiła mu się ona jako osoba zbawiona. Poprzez alegoryczny i abstrakcyjny charakter rozważań konkretna historia miłosna staje się uniwersalnym opisem miłości jako takiej. 
Końcowe przedstawienie Beatrycze można odbierać jako zapowiedź Boskiej komedii.

## Charakterystyka
Dzieło jest napisane w dialekcie toskańskim. Tom jest zbudowany z 42 krótkich rozdziałów, składa się z fragmentów poetyckich (24 sonety, 1 ballata, 4 kancony), którym towarzyszą prozatorskie objaśnienia, wprowadzające czytelnika w okoliczności powstawania utworów i historię miłości poety do Beatrycze. Tę wieloletnią historię niespełnionego uczucia rozpoczyna  pierwsze spotkanie w dzieciństwie. Później Dante widuje swoją wybrankę zaledwie kilka razy. Dante opisał smutek, towarzyszący jednemu z takich spotkań, podczas którego Beatrycze odmówiła mu pozdrowienia, a także sen, zapowiadający śmierć ukochanej oraz swoją rozpacz po tym, gdy śmierć ta faktyczne następuje. Tematem niektórych wierszy są również daremne próby znalezienia pociechy i zastąpienia uczucia do Beatrycze relacją z inną kobietą (nazywaną donna gentile). 
Wizja miłości i sposób przedstawienia postaci kobiecej jest w Życiu nowym zgodny z regułami dolce stil nuovo, a zbiór stanowi najbardziej reprezentacyjny utwór tego stylu.
Dzieło jest napisane podniosłym tonem, pojawiają się w nim filozoficzne dygresje, powtarza się motyw wizji, życie Beatrycze jest związane z liczbą dziewięć.
Tytuł bywa interpretowany jako aluzja do wewnętrznego odrodzenia poprzez miłość bądź jest traktowany jako odniesienie do młodości autora, może pochodzić z pism Augustyna z Hippony.

## Polskie przekłady
W Polsce ukazało się pięć tłumaczeń całości:
- 1861, Atanazy Siekierski (z rękopisu wydano w 2016 roku)[7]
- 1880, Gustaw Edward Ehrenberg
- 1915, Artur Górski
- 1921, Wacław Teofil Husarski
- 1934 (Florencja), Edward Porębowicz[5]

Poszczególne wiersze z tomu przekładali także: Lucjan Siemieński (1860 r.), Felicjan Faleński, Teofil Lenartowicz, Julian Ejsmond, Alina Świderska, Tadeusz Feliks Hahn (XV sonet).